# 금쪽같은 내 새끼랑
《금쪽같은 내 새끼랑》은 EBS 1TV에서 목요일 오후11시 35분부터 밤12시 25분까지 방송되었던 다큐멘터리 텔레비전 프로그램이다.

## 방송 시간
| 방송 채널      | 방송 기간                         | 방송 시간                       |
| -------------- | --------------------------------- | ------------------------------- |
| EBS 1TV 본방송 | 2017년 3월 2일 ~ 2017년 8월 17일  | 매주 목요일 오후11:35 ~ 밤12:25 |
| EBS 1TV 재방송 | 2017년 3월 4일 ~ 2017년 4월 22일  | 매주 토요일 오후7:20 ~ 오후8:10 |
| EBS 1TV 재방송 | 2017년 4월 28일 ~ 2017년 8월 18일 | 매주 금요일 오후1:40 ~ 오후2:30 |
| EBS 1TV 삼방송 | 2017년 4월 29일 ~ 2017년 6월 10일 | 매주 토요일 오후6:35 ~ 오후7:20 |